# Épée féminine individuelle aux Jeux olympiques d'été de 2012
Navigation
Pékin 2008 Rio de Janeiro 2016
L'épreuve d'épée individuelle féminine des Jeux olympiques d'été 2012 de Londres se déroule à l'ExCeL London, le 30 juillet 2012.

## Programme
Tous les temps correspondent à l'UTC+1
| Date                  | Horaire | Manche                         |
| --------------------- | ------- | ------------------------------ |
| Lundi 30 juillet 2012 | 11h30   | Qualifications et phase finale |

## Controverse de la demi-finale Shin-Heidemann

### Résumé
Le match entre l'Allemande Britta Heidemann et la Coréenne Shin A-lam, en demi-finales de l'évènement, a vu naître le premier scandale lié à l'arbitrage de ces Jeux olympiques.
La rencontre, serrée, se solde par une égalité, 5-5 au terme des 3 périodes règlementaires. L'enjeu a semblé peser sur l'agressivité des deux tireuses qui adoptent un comportement passif. La première manche est écourtée pour non-combattivité et, ainsi que le prévoit le règlement technique de la FIE en cas de non-combattivité, la deuxième période n'a pas lieu. Les deux protagonistes se remettent en garde pour une ultime période de 3 minutes. Le score est alors de 2-1 pour l'Allemande. La rencontre se débride légèrement, et les deux adversaires marquent seules, sans coup double, l'une après l'autre. Heidemann perd son avantage d'une touche à trois reprises, mais reprend une touche d'avance à chaque égalité jusqu'à mener 5-4. Shin parvient à égaliser une dernière fois. Au terme du temps règlementaire, le score est de 5 partout.
| Score par période      | Score par période | Score par période | Score par période | Score par période |
| Nom                    | P1                | P2                | P3                | MS                |
| ---------------------- | ----------------- | ----------------- | ----------------- | ----------------- |
| Shin A-lam (KOR)       | 1                 | 0                 | 4                 | 0                 |
| Britta Heidemann (GER) | 2                 | 0                 | 3                 | 1                 |

Une prolongation d'une minute vient s'ajouter au temps règlementaire afin de départager les deux tireuses. Le tirage au sort donne la priorité à la Coréenne : si les deux tireuses sont à égalité au terme de cette prolongation, c'est elle qui se qualifiera pour la finale.
Heidemann est alors contrainte d'adopter une attitude plus offensive afin de faire la différence, mais Shin parvient à contrer son adversaire. Dans les dernières secondes, Heidemann tente sa chance à de nombreuses reprises, sans parvenir à toucher seule. Les deux adversaires enchaînent une série de 6 coups doubles, respectivement à 24, 15, 9, 5, 4 et 1 secondes du terme de la prolongation.
Les deux tireuses sont remises en garde. La dernière "seconde" du temps additionnel va compter 3 actions :
- Flèche[note 2] de Heidemann qui touche, contre-attaque[note 3] de Shin qui touche : coup double. Le chronomètre indique 1 seconde restante au terme de l'action
- Nouvelle flèche de Heidemann qui touche, contre-attaque de Shin qui touche : coup double. Le chronomètre indique la fin du temps. L'arbitre Autrichienne, Mme Csar, fait rajouter une seconde au chronomètre, tandis que le public, croyant l'assaut terminé, applaudit la victoire de la Coréenne.
- Fente et départ en flèche de Heidemann qui touche seule. Le chronomètre indique 1 seconde restante, la touche est validée, Britta Heidemann est déclarée vainqueur.

### Contestation et réclamation
L'entraîneur Sud-Coréen et Shin contestent immédiatement cette décision, estimant que les trois actions ne pouvaient tenir en une seule seconde. (Le total du temps utilisé pour ces trois phrases d'armes dépasse largement, de fait, la seconde). Shin, en larmes, refuse de quitter la piste. Dans une grande confusion, entraîneurs et officiels vont alors débattre au bord de la piste une vingtaine de minutes. Les tireuses, de leur côté, sont restées sur la piste. La longue discussion aboutit au maintien de la touche de Heidemann. Tandis que l'Allemande quitte la piste, le clan coréen maintient sa protestation. Shin refuse de quitter la piste, son entraîneur saisit le directoire technique puis pose une réclamation officielle.
La délibération du directoire technique durera environ une heure durant laquelle, inconsolable, Shin restera prostrée sur la piste sous les acclamations du public. À l'issue de cette attente interminable, le directoire technique confirme la décision de Mme Csar et met fin aux espoirs de la Coréenne de disputer la finale. Malgré son refus de quitter la piste, elle est conduite hors de la salle par les officiels, sous l'ovation du public, qui perçoit cette décision comme injuste et qui la prie de rester.
Dix minutes après sa sortie, la Coréenne revient disputer contre la Chinoise Sun Yujie le match pour la médaille de bronze. Visiblement émue et malgré le soutien du public acquis à sa cause, Shin A-lam ne parvient pas à remporter cette rencontre et s'incline 15-11. Britta Heidemann échoue elle aussi, en finale, contre l'ukrainienne Yana Shemyakina, à l'issue d'une rencontre dont la décision se sera faite, une nouvelle fois, à la mort subite (9-8).

## Résultats détaillés

### Tableau final
|  | Quarts de finale | Quarts de finale        | Quarts de finale       | Quarts de finale       |                       |                       | Demi-finales | Demi-finales | Demi-finales                  | Demi-finales                  |                               |                               | Finale | Finale | Finale | Finale |
|  |                  |                         |                        |                        |                       |                       |              |              |                               |                               |                               |                               |        |        |        |        |
|  |                  |                         |                        |                        |                       |                       |              |              |                               |                               |                               |                               |        |        |        |        |
|  |                  |                         |                        |                        |                       |                       |              |              |                               |                               |                               |                               |        |        |        |        |
|  | 1                | Sun Yujie (CHN)         | 15                     | 15                     |                       |                       |              |              |                               |                               |                               |                               |        |        |        |        |
|  | 1                | Sun Yujie (CHN)         | 15                     | 15                     |                       |                       |              |              |                               |                               |                               |                               |        |        |        |        |
|  | 8                | Rossella Fiamingo (ITA) | 14                     | 14                     |                       |                       |              |              |                               |                               |                               |                               |        |        |        |        |
|  | 8                | Rossella Fiamingo (ITA) | 14                     | 14                     | Sun Yujie (CHN)       | Sun Yujie (CHN)       | 13           | 13           |                               |                               |                               |                               |        |        |        |        |
|  |                  |                         |                        |                        | Sun Yujie (CHN)       | Sun Yujie (CHN)       | 13           | 13           |                               |                               |                               |                               |        |        |        |        |
|  |                  |                         | Yana Shemyakina (UKR)  | Yana Shemyakina (UKR)  | 14                    | 14                    |              |              |                               |                               |                               |                               |        |        |        |        |
|  | 12               | Yana Shemyakina (UKR)   | Yana Shemyakina (UKR)  | Yana Shemyakina (UKR)  | 14                    | 14                    | 15           | 15           |                               |                               |                               |                               |        |        |        |        |
|  | 12               | Yana Shemyakina (UKR)   |                        |                        |                       |                       |              | 15           |                               |                               |                               |                               |        |        |        |        |
|  | 4                | Simona Gherman (ROU)    | 14                     | 14                     |                       |                       |              |              |                               |                               |                               |                               |        |        |        |        |
|  | 4                | Simona Gherman (ROU)    | 14                     | 14                     | Yana Shemyakina (UKR) | Yana Shemyakina (UKR) | 9            | 9            |                               |                               |                               |                               |        |        |        |        |
|  |                  |                         |                        |                        | Yana Shemyakina (UKR) | Yana Shemyakina (UKR) | 9            | 9            |                               |                               |                               |                               |        |        |        |        |
|  |                  |                         | Britta Heidemann (GER) | Britta Heidemann (GER) | 8                     | 8                     |              |              |                               |                               |                               |                               |        |        |        |        |
|  | 3                | Anca Măroiu             | Britta Heidemann (GER) | Britta Heidemann (GER) | 8                     | 8                     | 14           | 14           |                               |                               |                               |                               |        |        |        |        |
|  | 3                | Anca Măroiu             |                        |                        |                       |                       |              |              |                               |                               |                               |                               |        |        |        |        |
|  | 11               | Shin A-lam (KOR)        | 15                     | 15                     |                       |                       |              |              |                               |                               |                               |                               |        |        |        |        |
|  | 11               | Shin A-lam (KOR)        | 15                     | 15                     | Shin A-lam (KOR)      | Shin A-lam (KOR)      | 5            | 5            | Match pour la troisième place | Match pour la troisième place | Match pour la troisième place | Match pour la troisième place |        |        |        |        |
|  |                  |                         |                        |                        | Shin A-lam (KOR)      | Shin A-lam (KOR)      | 5            | 5            | Match pour la troisième place | Match pour la troisième place | Match pour la troisième place | Match pour la troisième place |        |        |        |        |
|  |                  |                         | Britta Heidemann (GER) | Britta Heidemann (GER) | 6                     | 6                     |              |              |                               |                               |                               |                               |        |        |        |        |
|  | 26               | Sarra Besbes (TUN)      | Britta Heidemann (GER) | Britta Heidemann (GER) | 6                     | 6                     | 12           | 12           |                               |                               |                               |                               |        |        |        |        |
|  | 26               | Sarra Besbes (TUN)      |                        |                        |                       |                       |              | 12           |                               |                               | Sun Yujie (CHN)               | Sun Yujie (CHN)               | 15     | 15     |        |        |
|  | 15               | Britta Heidemann (GER)  | 15                     | 15                     |                       |                       |              |              |                               |                               | Sun Yujie (CHN)               | Sun Yujie (CHN)               | 15     | 15     |        |        |
|  | 15               | Britta Heidemann (GER)  | 15                     | 15                     | Shin A-lam (KOR)      | Shin A-lam (KOR)      | 11           | 11           |                               |                               |                               |                               |        |        |        |        |
|  |                  |                         |                        |                        |                       |                       |              |              |                               |                               |                               |                               |        |        |        |        |

### Premiers tours

#### Première section
|  | Seizièmes de finale | Seizièmes de finale       | Seizièmes de finale     | Seizièmes de finale     |                     |                     | Huitièmes de finale | Huitièmes de finale | Huitièmes de finale | Huitièmes de finale |  |  | Quarts de finale | Quarts de finale | Quarts de finale | Quarts de finale |
|  |                     |                           |                         |                         |                     |                     |                     |                     |                     |                     |  |  |                  |                  |                  |                  |
|  |                     |                           |                         |                         |                     |                     |                     |                     |                     |                     |  |  |                  |                  |                  |                  |
|  |                     |                           |                         |                         |                     |                     |                     |                     |                     |                     |  |  |                  |                  |                  |                  |
|  | 1                   | Sun Yujie (CHN)           | 15                      | 15                      |                     |                     |                     |                     |                     |                     |  |  |                  |                  |                  |                  |
|  | 1                   | Sun Yujie (CHN)           | 15                      | 15                      |                     |                     |                     |                     |                     |                     |  |  |                  |                  |                  |                  |
|  | 32                  | Imke Duplitzer (GER)      | 10                      | 10                      |                     |                     |                     |                     |                     |                     |  |  |                  |                  |                  |                  |
|  | 32                  | Imke Duplitzer (GER)      | 10                      | 10                      | Sun Yujie (CHN)     | Sun Yujie (CHN)     | 15                  | 15                  |                     |                     |  |  |                  |                  |                  |                  |
|  |                     |                           |                         |                         | Sun Yujie (CHN)     | Sun Yujie (CHN)     | 15                  | 15                  |                     |                     |  |  |                  |                  |                  |                  |
|  |                     |                           | Tiffany Géroudet (SUI)  | Tiffany Géroudet (SUI)  | 10                  | 10                  |                     |                     |                     |                     |  |  |                  |                  |                  |                  |
|  | 17                  | Tiffany Géroudet (SUI)    | Tiffany Géroudet (SUI)  | Tiffany Géroudet (SUI)  | 10                  | 10                  | 15                  | 15                  |                     |                     |  |  |                  |                  |                  |                  |
|  | 17                  | Tiffany Géroudet (SUI)    |                         |                         |                     |                     |                     | 15                  |                     |                     |  |  |                  |                  |                  |                  |
|  | 16                  | Magdalena Piekarska (POL) | 14                      | 14                      |                     |                     |                     |                     |                     |                     |  |  |                  |                  |                  |                  |
|  | 16                  | Magdalena Piekarska (POL) | 14                      | 14                      | Sun Yujie (CHN)     | Sun Yujie (CHN)     | 15                  | 15                  |                     |                     |  |  |                  |                  |                  |                  |
|  |                     |                           |                         |                         | Sun Yujie (CHN)     | Sun Yujie (CHN)     | 15                  | 15                  |                     |                     |  |  |                  |                  |                  |                  |
|  |                     |                           | Rossella Fiamingo (ITA) | Rossella Fiamingo (ITA) | 14                  | 14                  |                     |                     |                     |                     |  |  |                  |                  |                  |                  |
|  | 9                   | Mara Navarria (ITA)       | Rossella Fiamingo (ITA) | Rossella Fiamingo (ITA) | 14                  | 14                  | 12                  | 12                  |                     |                     |  |  |                  |                  |                  |                  |
|  | 9                   | Mara Navarria (ITA)       |                         |                         |                     |                     |                     |                     |                     |                     |  |  |                  |                  |                  |                  |
|  | 24                  | Maya Lawrence (USA)       | 15                      | 15                      |                     |                     |                     |                     |                     |                     |  |  |                  |                  |                  |                  |
|  | 24                  | Maya Lawrence (USA)       | 15                      | 15                      | Maya Lawrence (USA) | Maya Lawrence (USA) | 7                   | 7                   |                     |                     |  |  |                  |                  |                  |                  |
|  |                     |                           |                         |                         | Maya Lawrence (USA) | Maya Lawrence (USA) | 7                   | 7                   |                     |                     |  |  |                  |                  |                  |                  |
|  |                     |                           | Rossella Fiamingo (ITA) | Rossella Fiamingo (ITA) | 15                  | 15                  |                     |                     |                     |                     |  |  |                  |                  |                  |                  |
|  | 25                  | Nozomi Nakano (JPN)       | Rossella Fiamingo (ITA) | Rossella Fiamingo (ITA) | 15                  | 15                  | 11                  | 11                  |                     |                     |  |  |                  |                  |                  |                  |
|  | 25                  | Nozomi Nakano (JPN)       |                         |                         |                     |                     |                     | 11                  |                     |                     |  |  |                  |                  |                  |                  |
|  | 8                   | Rossella Fiamingo (ITA)   | 15                      | 15                      |                     |                     |                     |                     |                     |                     |  |  |                  |                  |                  |                  |
|  | 8                   | Rossella Fiamingo (ITA)   | 15                      | 15                      |                     |                     |                     |                     |                     |                     |  |  |                  |                  |                  |                  |
|  |                     |                           |                         |                         |                     |                     |                     |                     |                     |                     |  |  |                  |                  |                  |                  |

#### Deuxième section
|  | Seizièmes de finale | Seizièmes de finale         | Seizièmes de finale   | Seizièmes de finale   |                             |                             | Huitièmes de finale | Huitièmes de finale | Huitièmes de finale | Huitièmes de finale |  |  | Quarts de finale | Quarts de finale | Quarts de finale | Quarts de finale |
|  |                     |                             |                       |                       |                             |                             |                     |                     |                     |                     |  |  |                  |                  |                  |                  |
|  |                     |                             |                       |                       |                             |                             |                     |                     |                     |                     |  |  |                  |                  |                  |                  |
|  |                     |                             |                       |                       |                             |                             |                     |                     |                     |                     |  |  |                  |                  |                  |                  |
|  | 5                   | Ana Maria Brânză (ROU)      | 15                    | 15                    |                             |                             |                     |                     |                     |                     |  |  |                  |                  |                  |                  |
|  | 5                   | Ana Maria Brânză (ROU)      | 15                    | 15                    |                             |                             |                     |                     |                     |                     |  |  |                  |                  |                  |                  |
|  | 28                  | Hsu Jo-Ting (TPE)           | 8                     | 8                     |                             |                             |                     |                     |                     |                     |  |  |                  |                  |                  |                  |
|  | 28                  | Hsu Jo-Ting (TPE)           | 8                     | 8                     | Ana Maria Brânză (ROU)      | Ana Maria Brânză (ROU)      | 13                  | 13                  |                     |                     |  |  |                  |                  |                  |                  |
|  |                     |                             |                       |                       | Ana Maria Brânză (ROU)      | Ana Maria Brânză (ROU)      | 13                  | 13                  |                     |                     |  |  |                  |                  |                  |                  |
|  |                     |                             | Yana Shemyakina (UKR) | Yana Shemyakina (UKR) | 14                          | 14                          |                     |                     |                     |                     |  |  |                  |                  |                  |                  |
|  | 21                  | Lyubov Shutova (RUS)        | Yana Shemyakina (UKR) | Yana Shemyakina (UKR) | 14                          | 14                          | 12                  | 12                  |                     |                     |  |  |                  |                  |                  |                  |
|  | 21                  | Lyubov Shutova (RUS)        |                       |                       |                             |                             |                     | 12                  |                     |                     |  |  |                  |                  |                  |                  |
|  | 12                  | Yana Shemyakina (UKR)       | 15                    | 15                    |                             |                             |                     |                     |                     |                     |  |  |                  |                  |                  |                  |
|  | 12                  | Yana Shemyakina (UKR)       | 15                    | 15                    | Yana Shemyakina (UKR)       | Yana Shemyakina (UKR)       | 15                  | 15                  |                     |                     |  |  |                  |                  |                  |                  |
|  |                     |                             |                       |                       | Yana Shemyakina (UKR)       | Yana Shemyakina (UKR)       | 15                  | 15                  |                     |                     |  |  |                  |                  |                  |                  |
|  |                     |                             | Simona Gherman (ROU)  | Simona Gherman (ROU)  | 14                          | 14                          |                     |                     |                     |                     |  |  |                  |                  |                  |                  |
|  | 13                  | Laura Flessel-Colovic (FRA) | Simona Gherman (ROU)  | Simona Gherman (ROU)  | 14                          | 14                          | 15                  | 15                  |                     |                     |  |  |                  |                  |                  |                  |
|  | 13                  | Laura Flessel-Colovic (FRA) |                       |                       |                             |                             |                     |                     |                     |                     |  |  |                  |                  |                  |                  |
|  | 20                  | Courtney Hurley (USA)       | 12                    | 12                    |                             |                             |                     |                     |                     |                     |  |  |                  |                  |                  |                  |
|  | 20                  | Courtney Hurley (USA)       | 12                    | 12                    | Laura Flessel-Colovic (FRA) | Laura Flessel-Colovic (FRA) | 13                  | 13                  |                     |                     |  |  |                  |                  |                  |                  |
|  |                     |                             |                       |                       | Laura Flessel-Colovic (FRA) | Laura Flessel-Colovic (FRA) | 13                  | 13                  |                     |                     |  |  |                  |                  |                  |                  |
|  |                     |                             | Simona Gherman (ROU)  | Simona Gherman (ROU)  | 15                          | 15                          |                     |                     |                     |                     |  |  |                  |                  |                  |                  |
|  | 29                  | Corinna Lawrence (GBR)      | Simona Gherman (ROU)  | Simona Gherman (ROU)  | 15                          | 15                          | 9                   | 9                   |                     |                     |  |  |                  |                  |                  |                  |
|  | 29                  | Corinna Lawrence (GBR)      |                       |                       |                             |                             |                     | 9                   |                     |                     |  |  |                  |                  |                  |                  |
|  | 4                   | Simona Gherman (ROU)        | 15                    | 15                    |                             |                             |                     |                     |                     |                     |  |  |                  |                  |                  |                  |
|  | 4                   | Simona Gherman (ROU)        | 15                    | 15                    |                             |                             |                     |                     |                     |                     |  |  |                  |                  |                  |                  |
|  |                     |                             |                       |                       |                             |                             |                     |                     |                     |                     |  |  |                  |                  |                  |                  |

#### Troisième section
|  | Seizièmes de finale | Seizièmes de finale     | Seizièmes de finale   | Seizièmes de finale   |                  |                  | Huitièmes de finale | Huitièmes de finale | Huitièmes de finale | Huitièmes de finale |  |  | Quarts de finale | Quarts de finale | Quarts de finale | Quarts de finale |
|  |                     |                         |                       |                       |                  |                  |                     |                     |                     |                     |  |  |                  |                  |                  |                  |
|  |                     |                         |                       |                       |                  |                  |                     |                     |                     |                     |  |  |                  |                  |                  |                  |
|  |                     |                         |                       |                       |                  |                  |                     |                     |                     |                     |  |  |                  |                  |                  |                  |
|  | 3                   | Anca Măroiu             | 15                    | 15                    |                  |                  |                     |                     |                     |                     |  |  |                  |                  |                  |                  |
|  | 3                   | Anca Măroiu             | 15                    | 15                    |                  |                  |                     |                     |                     |                     |  |  |                  |                  |                  |                  |
|  | 30                  | Olena Kryvytska (UKR)   | 10                    | 10                    |                  |                  |                     |                     |                     |                     |  |  |                  |                  |                  |                  |
|  | 30                  | Olena Kryvytska (UKR)   | 10                    | 10                    | Anca Măroiu      | Anca Măroiu      | 15                  | 15                  |                     |                     |  |  |                  |                  |                  |                  |
|  |                     |                         |                       |                       | Anca Măroiu      | Anca Măroiu      | 15                  | 15                  |                     |                     |  |  |                  |                  |                  |                  |
|  |                     |                         | Anna Sivkova (RUS)    | Anna Sivkova (RUS)    | 11               | 11               |                     |                     |                     |                     |  |  |                  |                  |                  |                  |
|  | 19                  | Anna Sivkova (RUS)      | Anna Sivkova (RUS)    | Anna Sivkova (RUS)    | 11               | 11               | 15                  | 15                  |                     |                     |  |  |                  |                  |                  |                  |
|  | 19                  | Anna Sivkova (RUS)      |                       |                       |                  |                  |                     | 15                  |                     |                     |  |  |                  |                  |                  |                  |
|  | 14                  | Jung Hyo-jung (KOR)     | 12                    | 12                    |                  |                  |                     |                     |                     |                     |  |  |                  |                  |                  |                  |
|  | 14                  | Jung Hyo-jung (KOR)     | 12                    | 12                    | Anca Măroiu      | Anca Măroiu      | 14                  | 14                  |                     |                     |  |  |                  |                  |                  |                  |
|  |                     |                         |                       |                       | Anca Măroiu      | Anca Măroiu      | 14                  | 14                  |                     |                     |  |  |                  |                  |                  |                  |
|  |                     |                         | Shin A-lam (KOR)      | Shin A-lam (KOR)      | 15               | 15               |                     |                     |                     |                     |  |  |                  |                  |                  |                  |
|  | 11                  | Shin A-lam (KOR)        | Shin A-lam (KOR)      | Shin A-lam (KOR)      | 15               | 15               | 15                  | 15                  |                     |                     |  |  |                  |                  |                  |                  |
|  | 11                  | Shin A-lam (KOR)        |                       |                       |                  |                  |                     |                     |                     |                     |  |  |                  |                  |                  |                  |
|  | 22                  | Sherraine Schalm (CAN)  | 12                    | 12                    |                  |                  |                     |                     |                     |                     |  |  |                  |                  |                  |                  |
|  | 22                  | Sherraine Schalm (CAN)  | 12                    | 12                    | Shin A-lam (KOR) | Shin A-lam (KOR) | 14                  | 14                  |                     |                     |  |  |                  |                  |                  |                  |
|  |                     |                         |                       |                       | Shin A-lam (KOR) | Shin A-lam (KOR) | 14                  | 14                  |                     |                     |  |  |                  |                  |                  |                  |
|  |                     |                         | Monika Sozanska (GER) | Monika Sozanska (GER) | 9                | 9                |                     |                     |                     |                     |  |  |                  |                  |                  |                  |
|  | 27                  | Violetta Kolobova (RUS) | Monika Sozanska (GER) | Monika Sozanska (GER) | 9                | 9                | 14                  | 14                  |                     |                     |  |  |                  |                  |                  |                  |
|  | 27                  | Violetta Kolobova (RUS) |                       |                       |                  |                  |                     | 14                  |                     |                     |  |  |                  |                  |                  |                  |
|  | 6                   | Monika Sozanska (GER)   | 15                    | 15                    |                  |                  |                     |                     |                     |                     |  |  |                  |                  |                  |                  |
|  | 6                   | Monika Sozanska (GER)   | 15                    | 15                    |                  |                  |                     |                     |                     |                     |  |  |                  |                  |                  |                  |
|  |                     |                         |                       |                       |                  |                  |                     |                     |                     |                     |  |  |                  |                  |                  |                  |

#### Quatrième section
|  | Seizièmes de finale | Seizièmes de finale        | Seizièmes de finale    | Seizièmes de finale    |                        |                        | Huitièmes de finale | Huitièmes de finale | Huitièmes de finale | Huitièmes de finale |  |  | Quarts de finale | Quarts de finale | Quarts de finale | Quarts de finale |
|  |                     |                            |                        |                        |                        |                        |                     |                     |                     |                     |  |  |                  |                  |                  |                  |
|  |                     |                            |                        |                        |                        |                        |                     |                     |                     |                     |  |  |                  |                  |                  |                  |
|  |                     |                            |                        |                        |                        |                        |                     |                     |                     |                     |  |  |                  |                  |                  |                  |
|  | 7                   | Luo Xiaojuan (CHN)         | 9                      | 9                      |                        |                        |                     |                     |                     |                     |  |  |                  |                  |                  |                  |
|  | 7                   | Luo Xiaojuan (CHN)         | 9                      | 9                      |                        |                        |                     |                     |                     |                     |  |  |                  |                  |                  |                  |
|  | 26                  | Sarra Besbes (TUN)         | 15                     | 15                     |                        |                        |                     |                     |                     |                     |  |  |                  |                  |                  |                  |
|  | 26                  | Sarra Besbes (TUN)         | 15                     | 15                     | Sarra Besbes (TUN)     | Sarra Besbes (TUN)     | 12                  | 12                  |                     |                     |  |  |                  |                  |                  |                  |
|  |                     |                            |                        |                        | Sarra Besbes (TUN)     | Sarra Besbes (TUN)     | 12                  | 12                  |                     |                     |  |  |                  |                  |                  |                  |
|  |                     |                            | Choi In-jeong (KOR)    | Choi In-jeong (KOR)    | 11                     | 11                     |                     |                     |                     |                     |  |  |                  |                  |                  |                  |
|  | 23                  | Emese Szász (HUN)          | Choi In-jeong (KOR)    | Choi In-jeong (KOR)    | 11                     | 11                     | 12                  | 12                  |                     |                     |  |  |                  |                  |                  |                  |
|  | 23                  | Emese Szász (HUN)          |                        |                        |                        |                        |                     | 12                  |                     |                     |  |  |                  |                  |                  |                  |
|  | 10                  | Choi In-jeong (KOR)        | 15                     | 15                     |                        |                        |                     |                     |                     |                     |  |  |                  |                  |                  |                  |
|  | 10                  | Choi In-jeong (KOR)        | 15                     | 15                     | Sarra Besbes (TUN)     | Sarra Besbes (TUN)     | 12                  | 12                  |                     |                     |  |  |                  |                  |                  |                  |
|  |                     |                            |                        |                        | Sarra Besbes (TUN)     | Sarra Besbes (TUN)     | 12                  | 12                  |                     |                     |  |  |                  |                  |                  |                  |
|  |                     |                            | Britta Heidemann (GER) | Britta Heidemann (GER) | 15                     | 15                     |                     |                     |                     |                     |  |  |                  |                  |                  |                  |
|  | 15                  | Britta Heidemann (GER)     | Britta Heidemann (GER) | Britta Heidemann (GER) | 15                     | 15                     | 14                  | 14                  |                     |                     |  |  |                  |                  |                  |                  |
|  | 15                  | Britta Heidemann (GER)     |                        |                        |                        |                        |                     |                     |                     |                     |  |  |                  |                  |                  |                  |
|  | 18                  | Bianca Del Carretto (ITA)  | 13                     | 13                     |                        |                        |                     |                     |                     |                     |  |  |                  |                  |                  |                  |
|  | 18                  | Bianca Del Carretto (ITA)  | 13                     | 13                     | Britta Heidemann (GER) | Britta Heidemann (GER) | 14                  | 14                  |                     |                     |  |  |                  |                  |                  |                  |
|  |                     |                            |                        |                        | Britta Heidemann (GER) | Britta Heidemann (GER) | 14                  | 14                  |                     |                     |  |  |                  |                  |                  |                  |
|  |                     |                            | Li Na (CHN)            | Li Na (CHN)            | 13                     | 13                     |                     |                     |                     |                     |  |  |                  |                  |                  |                  |
|  | 31                  | Kseniya Pantelyeyeva (UKR) | Li Na (CHN)            | Li Na (CHN)            | 13                     | 13                     | 10                  | 10                  |                     |                     |  |  |                  |                  |                  |                  |
|  | 31                  | Kseniya Pantelyeyeva (UKR) |                        |                        |                        |                        |                     | 10                  |                     |                     |  |  |                  |                  |                  |                  |
|  | 2                   | Li Na (CHN)                | 15                     | 15                     |                        |                        |                     |                     |                     |                     |  |  |                  |                  |                  |                  |
|  | 2                   | Li Na (CHN)                | 15                     | 15                     |                        |                        |                     |                     |                     |                     |  |  |                  |                  |                  |                  |
|  |                     |                            |                        |                        |                        |                        |                     |                     |                     |                     |  |  |                  |                  |                  |                  |